# Geschiedenis van Delfzijl
Dit artikel behandelt de geschiedenis van Delfzijl, een stad en een voormalige gemeente in Groningen. De plaats wordt voor het eerst genoemd in een oorkonde uit 1303, en heeft in de 21ste eeuw zo'n 15000 inwoners.
De haven en vesting van Delfzijl ontstonden op het grondgebied van het dorp Uitwierde. De nederzetting rond de drie sluizen was aanvankelijk vooral van belang als centrum van een groot boezemwaterschap, het Generale Zijlvest der Drie Delfzijlen. De geschiedenis van de plaats is verder nauw verweven met die van het buurdorp Farmsum, waar het kerkelijke en bestuurlijke centrum van de regio te vinden was. Direct na de verovering door Staatse troepen in 1592 kreeg Delfzijl een eigen predikant; de kerk werd gebouwd in 1614. De vesting en het garnizoen bleven aanvankelijk  mede onder het gezag van de provincie Friesland staan, die hier tot 1643 een garnizoen had tot 1666 de predikanten benoemde. 
Sinds het begin van de 19e eeuw wordt Delfzijl als een stad beschouwd. Van 1811 tot 2020 was het de hoofdplaats van een zelfstandige gemeente, aanvankelijk samen met Farmsum, Uitwierde, Meedhuizen en de drie dorpen van de Oosterhoek (Weiwerd, Heveskes en Oterdum), vanaf 1990 ook met de voormalige gemeenten Bierum en Termunten. 

## Literatuur

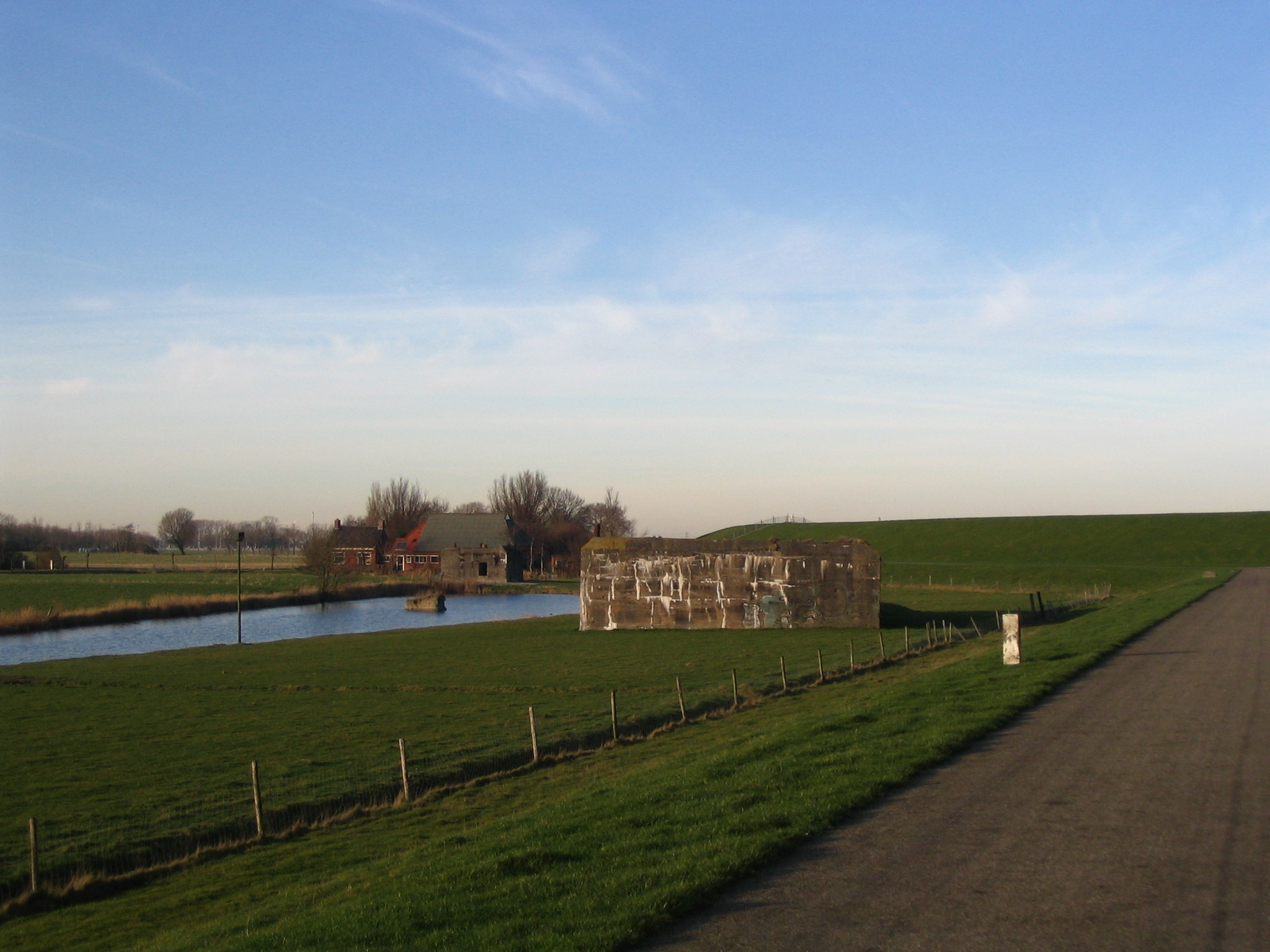
Veel bunkers uit de Tweede Wereldoorlog zijn bewaard gebleven
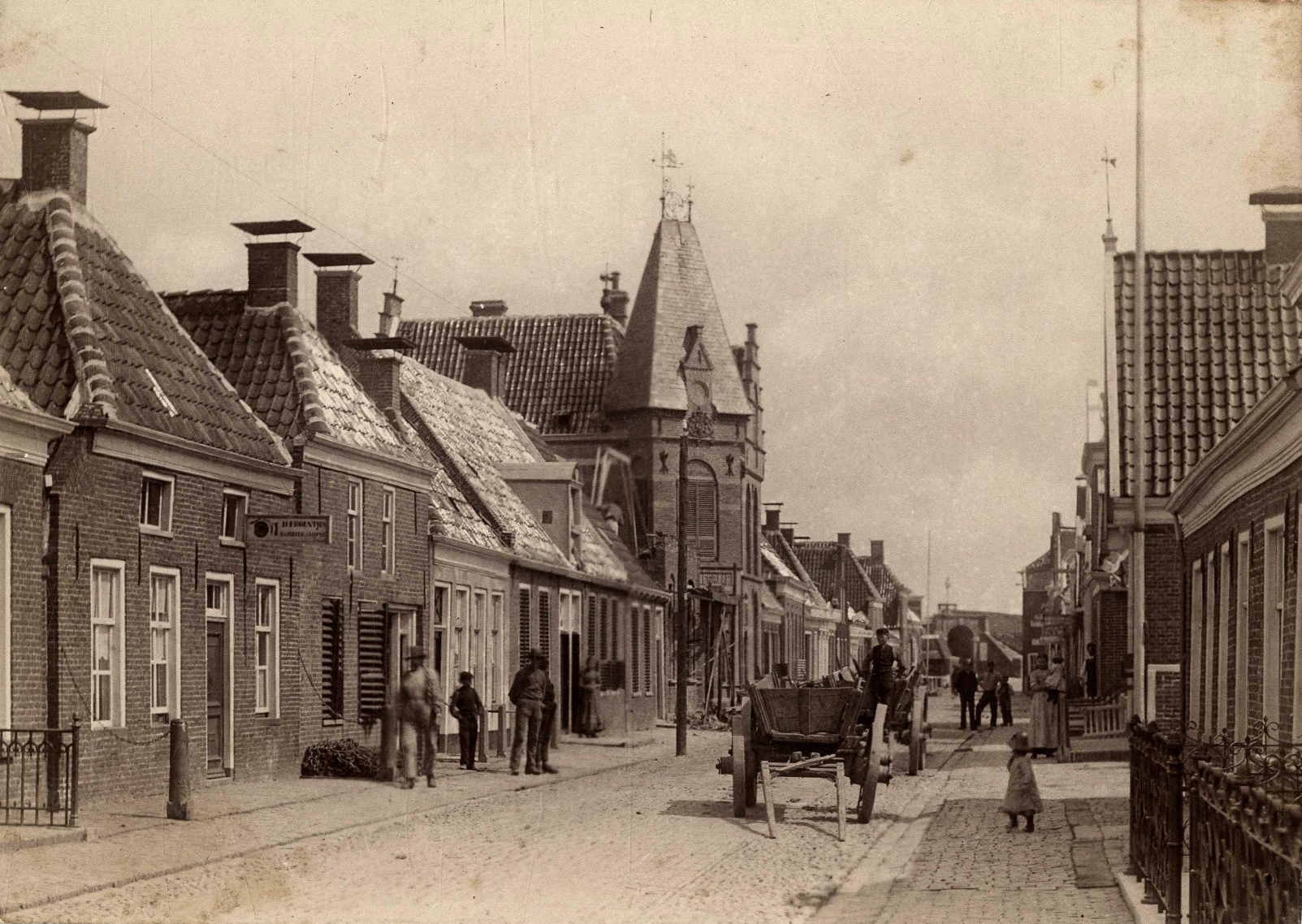
De Waterstraat in Delfzijl rond 1900 met op de achtergrond de Waterpoort. Afgezien van de poort is vrijwel alle bebouwing sindsdien gesloopt om plaats te maken voor nieuwe gebouwen.
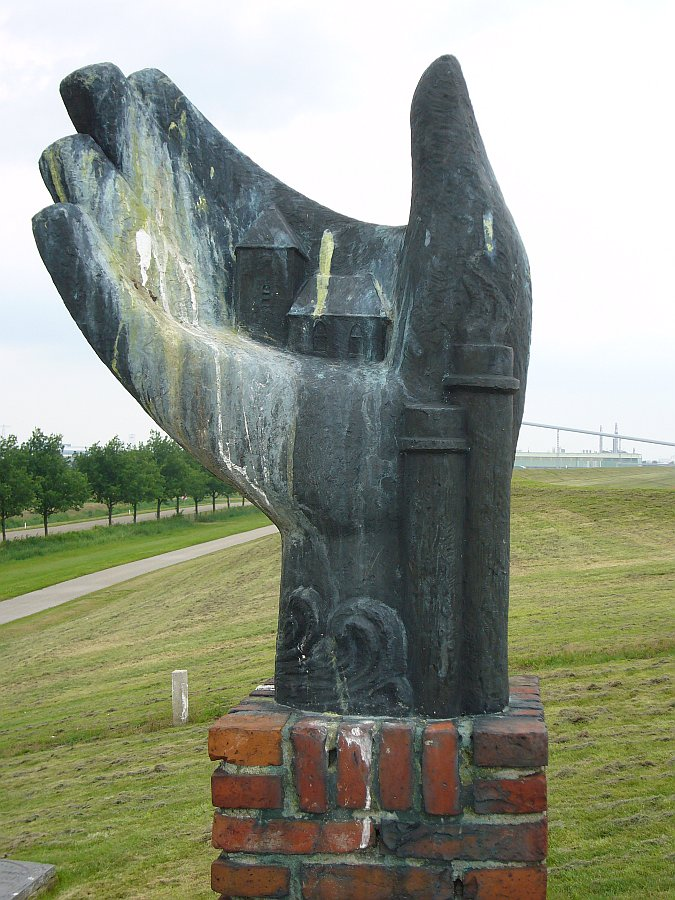
Het Monument voor Oterdum op de dijk, op de achtergrond de industrie (2007). In 2011 werd het beeld geroofd door bronsdieven. Er staat sinds 2013 een replica van kunststof.
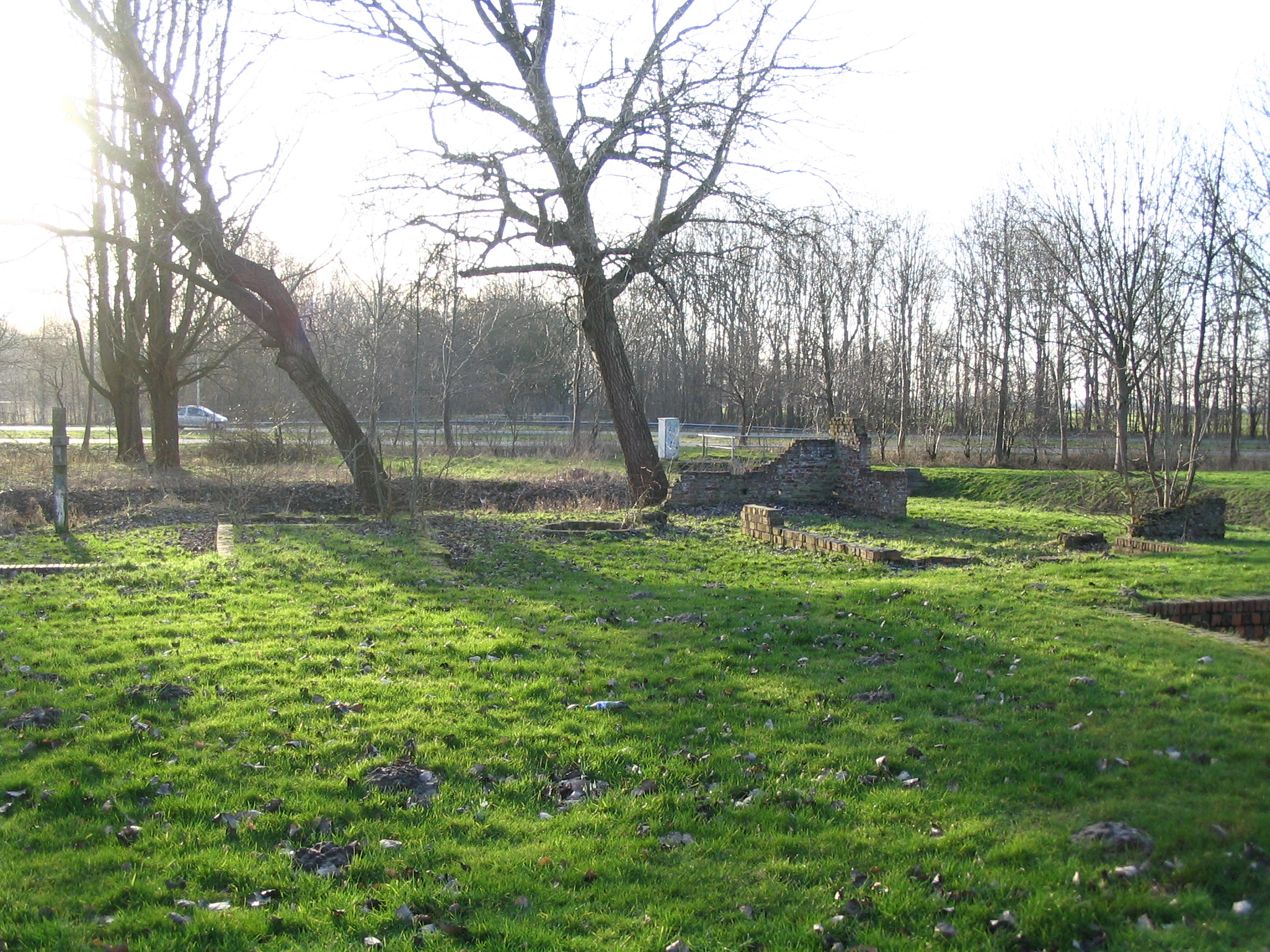
De overblijfselen van Ladysmith anno 2008
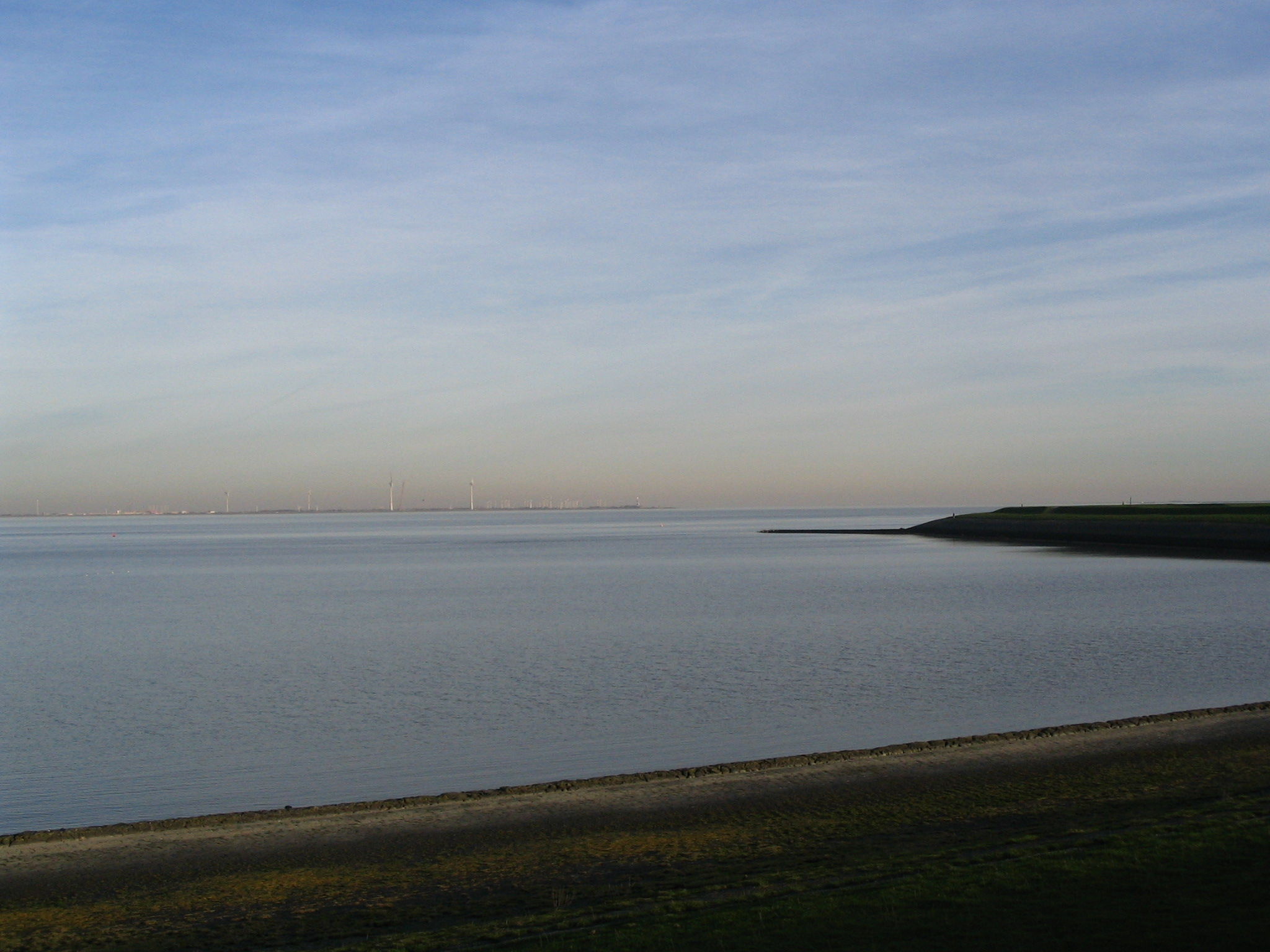
Uitzicht over de Eemsmonding bij Delfzijl
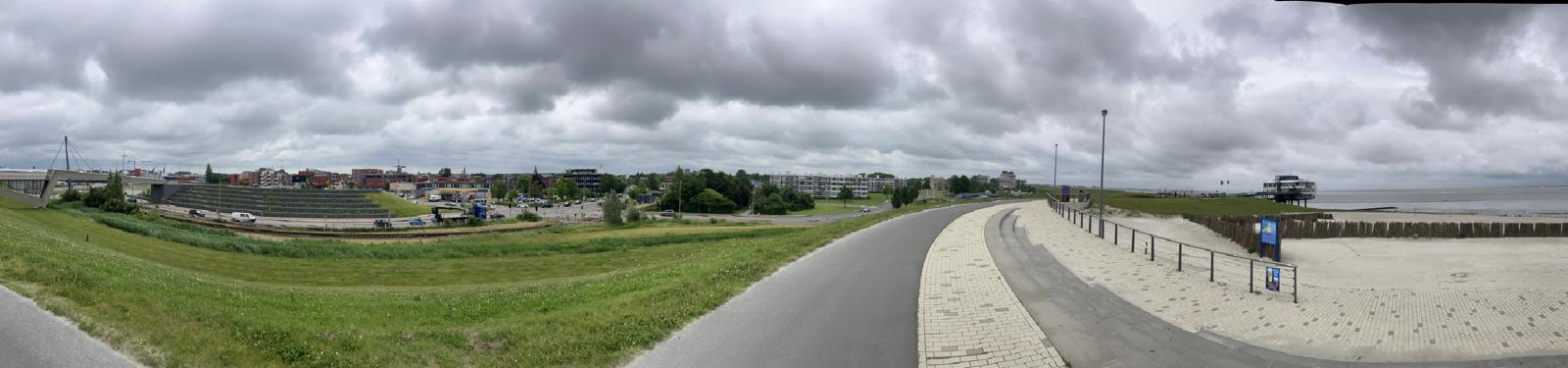
Gezicht over Delfzijl vanaf de dijk bij het stadsstrand

## Ontstaan en haven
De naam "Delfzijl" betekent zijl (= spuisluis) in de Delf (= de oude naam van het Damsterdiep). Delfzijl ontstond rond 1300 toen de monding van de Delf werd afgedamd en er drie sluizen werden gebouwd, waarvan een geschikt was om schepen door te laten. 
De eerste vaste bewoning van het gebied waar het huidige Delfzijl ligt, dateert al van meer dan 5000 jaar terug. In 1982 werd in de directe nabijheid van Delfzijl, onder de wierde Heveskesklooster ten oosten van Delfzijl, een hunebed gevonden. Dat is een grafmonument van een groep landbouwers die als het volk van de trechterbekercultuur gekarakteriseerd worden. Misschien zijn er meer bewoonde plekken geweest, maar die verdronken later in het hoogveen of werden bedekt door lagen zeeklei. Pas enkele eeuwen voor het begin van de jaartelling werd het gebied weer in cultuur genomen. Vooral de wierden getuigen hiervan.
De vruchtbare kuststrook rond Delfzijl was in de middeleeuwen dicht bevolkt. Vanaf de 9e eeuw begonnen de kustbewoners ook de moerassen en hoogveenvlakten in het achterland te ontginnen. Eerst stichtten ze nieuwe nederzettingen in het directe achterland, zoals Tuikwerd, Amsweer en Geefsweer, daarna ontstonden er randveenontginningen, zoals Meedhuizen, Wagenborgen en Siddeburen. Rond het jaar 1000 begon de grootschalige ontginning van Duurswold en het Wold-Oldambt. Daarbij speelde de hoofdelingenfamilie die in Farmsum woonde vermoedelijk een sleutelrol. Als proosten gaven ze tevens leiding aan het kerkelijke decanaat, waarvan Farmsum de hoofdplaats vormde. Vanaf het einde van de 12e eeuw traden bovendien de kloosters op de voorgrond, met name Bloemhof te Wittewierum, Grijzemonniken te Termunten en Heveskesklooster. De kuststreek werd beschermd door lage dijken en om het overtollige water weg te leiden, werden kanalen gegraven en sluizen (zijlen) gebouwd. Doordat het pas ontgonnen veen in het achterland inklonk en verteerde, groeide al snel de wateroverlast. De kloosters namen daarom de leiding bij de reorganisatie van de afwatering en het afsluiten van kanalen en riviermondingen. Het belangrijkste kanaal in deze regio was de Delf, oftewel het Damsterdiep, dat al voor het jaar 1000 moet zijn gegraven. De slingerende waterloop stond in directe verbinding met de zee, zodat eb en vloed ver landinwaarts te merken waren. Nadat er eerst dijken langs de oevers van het kanaal waren gebouwd, besloot men rond 1300 ook de monding van de Delf met een sluizencomplex af te sluiten. Door toedoen van het Farmsumer-, Oterdumer- en Termunterzijlvest waren al rond 1200 eerder zeesluizen langs de Eems gebouwd. Langs de Delf waren bovendien kleinere sluizen te vinden, met name voor het Oostwold- en het Woldzijlvest.
De aanduiding in Delfzilen wordt voor het eerst vermeld in een oorkonde uit 19 juni 1303. Oorspronkelijk lagen er drie zijlen (sluizen) in de Delf. Deze werden Slochter-, Scharmer- en Dorpsterzijl genoemd, omdat ze ieder onder het gezag van een afzonderlijk zijlvest of waterschap stonden. Men spreekt daarom over de "de drie Delfzijlen". De sluizen vielen onder het gezag van het Generale Zijlvest der Drie Delfzijlen. Bij deze sluizen ontstond al snel bewoning toen er een sluiswachter aangesteld werd. Dit was het begin van het ontstaan van het huidige Delfzijl. 

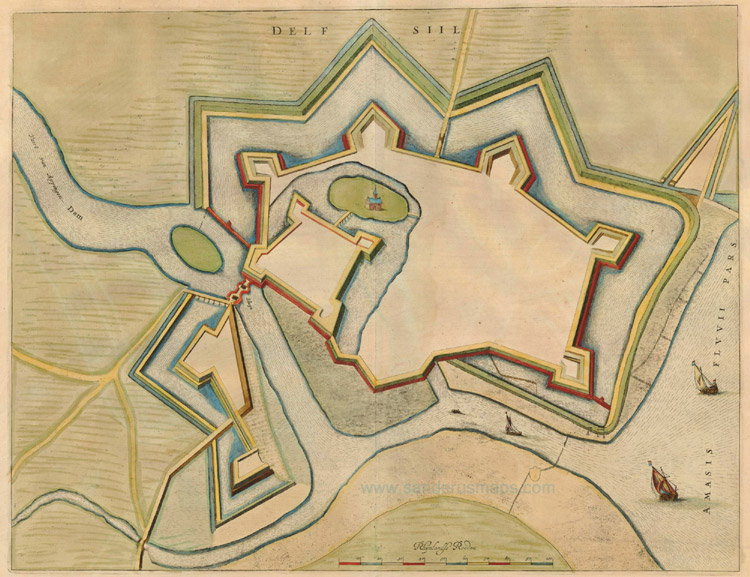
Een 17e-eeuwse plattegrond van de vesting Delfzijl
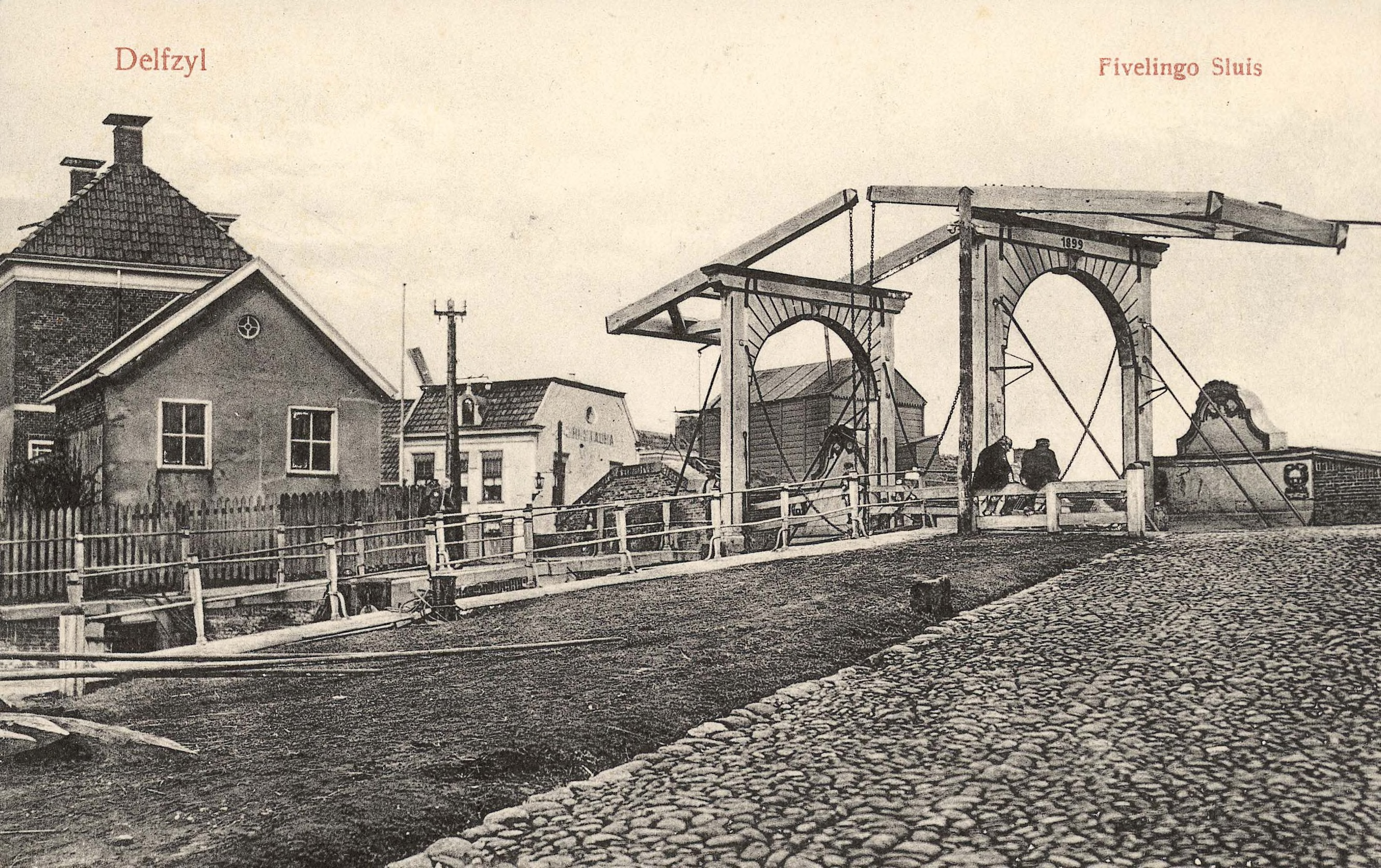
Fivelingo-sluis in Delfzijl omstreeks 1919.
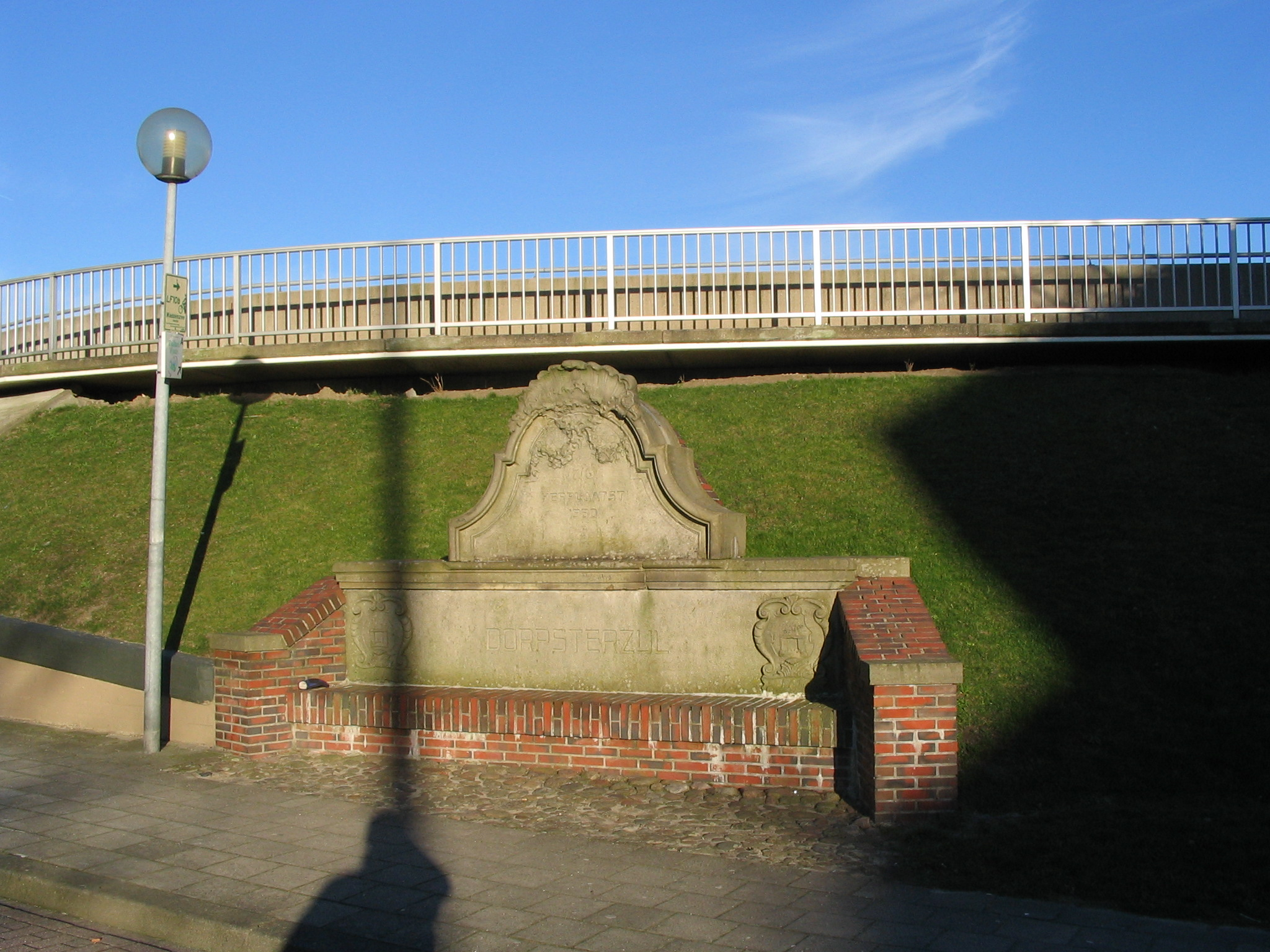
Gedenkteken op de plaats waar de Dorpsterzijl lag
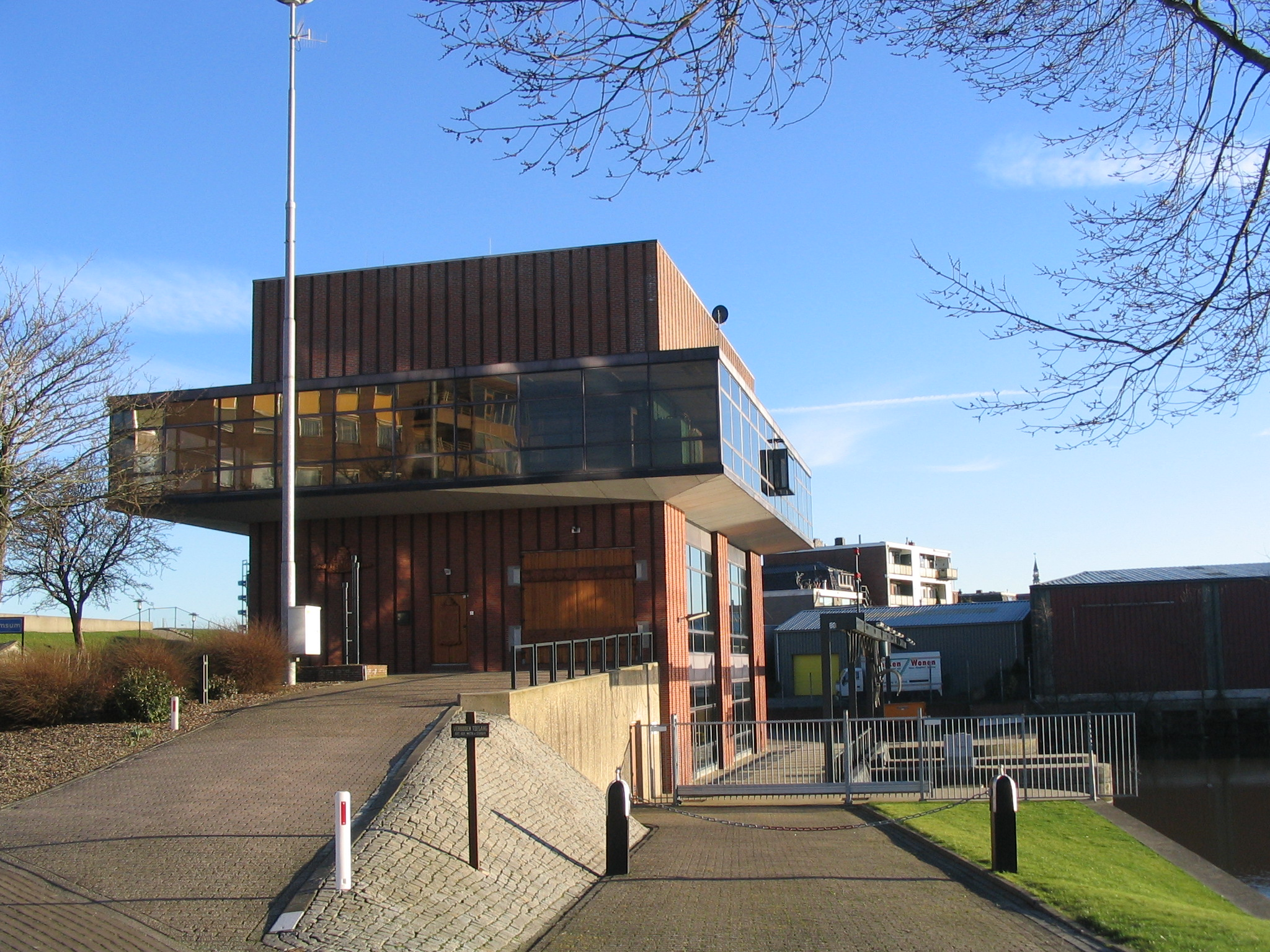
Het gemaal 'De Drie Delfzijlen' ligt nu op de plaats van de drie oude sluizen.

In de middeleeuwen stonden er in de omgeving van Delfzijl verscheidene borgen, met name in Farmsum, Uitwierde, Heveskes, Oterdum en Termunten. 
Rond 1400 was er reeds sprake van een haventje bij Delfzijl voor het overladen van zeeschepen op kleinere binnenschepen. De haven van Delfzijl werd vanaf de 16e eeuw in verschillende maritieme geschriften vermeld. Delfzijl vormde een belangrijke uitwijkhaven voor Nederlandse schepen, wanneer de havens van Holland en Zeeland wegens oorlogsomstandigheden onveilig waren. In 1591 veroverde prins Prins Maurits de haven met een vloot van 150 schepen. Enige decennia later bezocht Piet Hein Delfzijl met de "Zilvervloot" l. Tijdens de Tweede Engels-Nederlandse Oorlog in 1665 kwam Michiel de Ruyter met de West-Indische vloot en dertig door hem buitgemaakte schepen de haven van Delfzijl binnen. In 1705 week de Groenlandvloot met 96 schepen en een buit van 1100 walvissen uit naar Delfzijl uit angst voor een Franse oorlogsvloot.
Door de ligging aan het water was en is Delfzijl kwetsbaar voor overstromingen. In 1597, 1686, 1717 (de Kerstvloed) en 1825 kwamen er overstromingen en dijkdoorbraken voor. Ook in de 21e eeuw moeten herhaaldelijk de coupures in de dijk bij Delfzijl gesloten worden om te voorkomen dat de stad onder water loopt. In de waterpoort aan het eind van de Havenstraat is een gedenkteken aangebracht, dat de hoge waterstand van 1962 markeert. De allerhoogste waterstand werd in november 2006 gemeten. Tijdens de Allerheiligenvloed stond door een noordwesterstorm stond het water er tijdens hoogtij toen 4,83 meter boven NAP. Het oude record van 4,50 meter dateerde uit 1825.

## Vesting Delfzijl

### Middeleeuwen
De drie sluizen in de Delf vormden een belangrijk strategisch punt. Ze werden niet alleen gebruikt om het binnenwater te lozen op zee, maar konden ook gebruikt worden om het zeewater over het land te laten stromen. Bovendien kon vanuit Delfzijl een belangrijke handelsroute van de stad Groningen gecontroleerd worden. Tevens werd het scheepvaartverkeer op de Eems gecontroleerd en kon zo de scheepvaart voor de haven van Emden gehinderd worden. De haven van de stad vormde ook een invalsbasis voor een grote troepenmacht vanuit zee.
Omstreeks 1414 bouwde de Oost-Friese krijgsheer Keno tom Brok een versterkt huis te Delfzijl, dat vermoedelijk het volgende jaar weer werd afgebroken. In 1499 werd door graaf Edzard I van Oost-Friesland een blokhuis gebouwd te Delfzijl. In 1501 veroverden Groningse troepen de schans, maar Oost-Friese troepen wisten de schans in hetzelfde jaar te heroveren. In 1514 werd de onvoltooide schans van Delfzijl door Oost-Friese troepen onder leiding van Otto van Diepholt veroverd voor graaf Edzard I, nadat de troepen waren gevlucht. Hertog George van Saksen stuurde 4000 Oldenburgse troepen en heroverden de vesting, plunderden de schans en staken deze in brand. In 1515 wisten troepen van Edzard I de vesting weer in te nemen, maar na zijn nederlaag in de Saksische Vete bij Detern in 1516 liet hij de vesting ontruimen, waarop de Groningers de vesting lieten slechten.
Rond 1530 werd de vesting verder uitgebouwd. In 1534 ondernamen Oost-Friese troepen nog een laatste plundertocht in Farmsum, waarop een tweede, kleinere vesting werd gebouwd. In 1536 erkenden de Oost-Friezen keizer Karel V als heer en werd deze schans ingenomen door zijn veldheer Schenck van Toutenburg. In deze periode ontstond binnen de vestingwallen een klein dorp. In 1558 is sprake van een eerste schooltje bij de zeilen.

### Tachtigjarige Oorlog
Na de Zeeslag op de Eems bezocht Alva Delfzijl op 25 juli 1568. Hij zag de strategische betekenis en het gevaar van mogelijke invallen door watergeuzen en maakte daarom plannen om er een grote vesting van te maken onder de naam 'Marsburg', waartoe ook Farmsum en wellicht Appingedam zouden behoren. Er werd al vast een kerkhof aangelegd waar een toekomstige kerk zou moeten verrijzen. Dat alles was zeer tegen de zin van de stad Groningen en is door herhaaldelijk aandringen daarvan niet doorgegaan. Wel werd er vanaf 1569 een provisorische schans met 4 bastions en een gracht van 30 meter breed opgeworpen en werd er een bezetting gelegerd. In 1572 liet De Robles de schans versterken door het terrein tussen de sluizen en de schans ook voorzien van bastions en grachten. De vesting bleef echter zwak door de grote afstand ten opzichte van de Eems, waardoor eventuele ondersteuning met geschut vanaf schepen niet mogelijk was. Met de Pacificatie van Gent in 1576 Liet de graaf van Rennenberg de schans in 1577 innemen op de Spaanse troepen onder leiding van Caspar de Robles, die hij naar Leeuwarden stuurde. Hij liet daarop de verdedigingswerken ontmantelen en gaf enige tijd later opdracht aan Johan van den Kornput om ontwerpen te maken voor de versterking van Delfzijl. Dit plan werd niet direct uitgevoerd. Rennenberg liet eerst door Berthold Entens van Mentheda in 1580 een schans met vier bolwerken aanleggen, omgeven door een gracht, de zogenoemde 'Oude Schans'. Deze schans mat 100 bij 100 meter en lag op de plek waar later de kern van het huidige Delfzijl zou ontstaan. De vesting werd na het overlopen van Rennenberg naar het Spaanse kamp bij het beleg van Delfzijl (1580) door zijn Spaanse troepen onder leiding van Schenk van Nydeggen ingenomen.

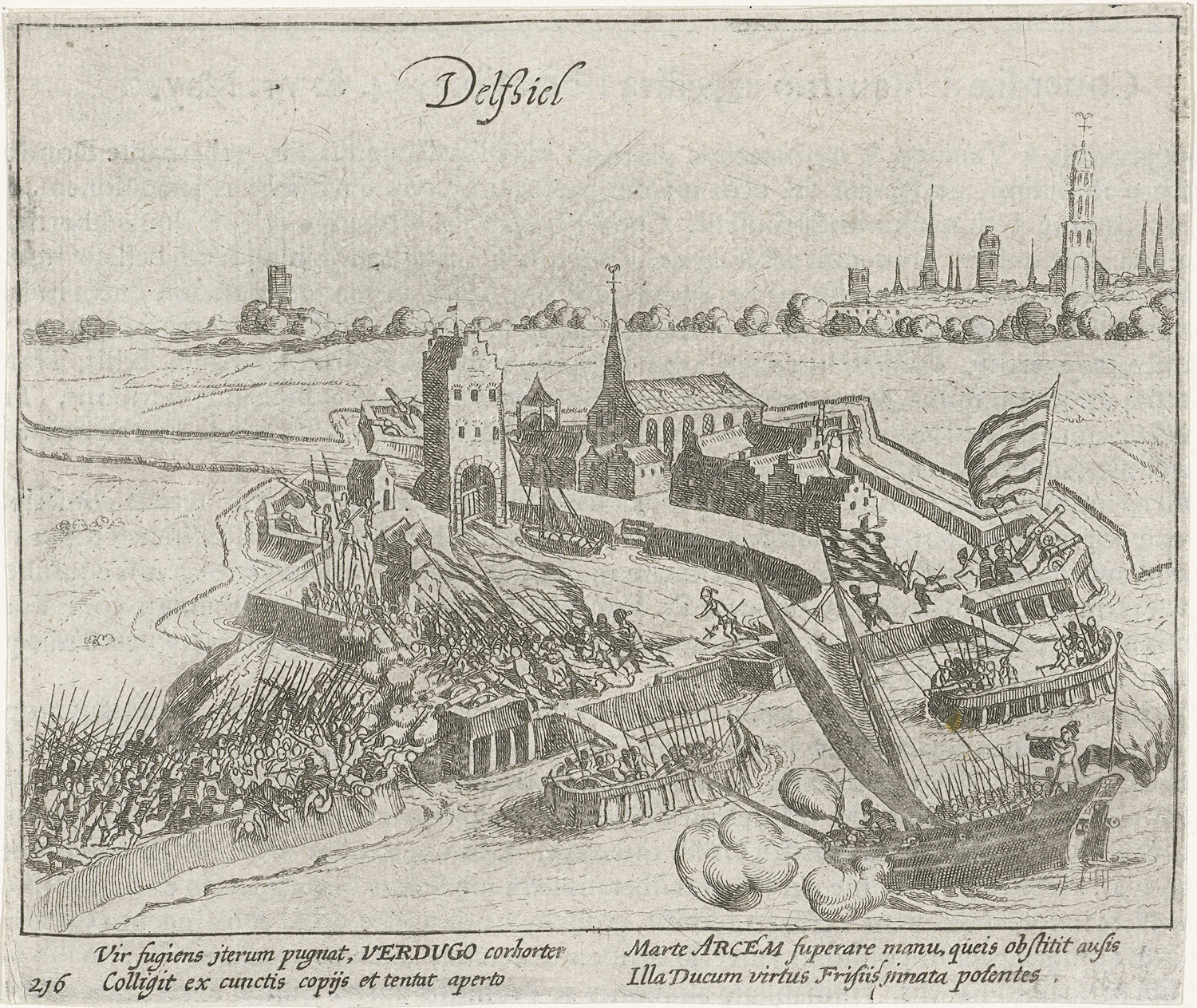
Vergeefse aanval door de Spaanse troepen onder Verdugo in de nacht van 12 op 13 februari 1594

In 1591 werd de schans heroverd bij de inname van Delfzijl door Prins Maurits als onderdeel van de Groninger schansenkrijg. Hij zorgde voor versterking van de schans en zo kon het plan van Van den Kornput alsnog uitgevoerd worden. De bestaande vesting van Delfzijl werd omringd door een nieuwe vesting met aan landzijde vijf bastions (of bolwerken of dwingers), omringd door een brede gracht. Dit waren vanaf het noordoosten via het westen naar het zuiden achtereenvolgens het Schippersbolwerk (noordoosten), het Kaspersbolwerk of Holwierderbolwerk (noorden), het Provoostbolwerk of Uitwierderbolwerk (noordwesten), het Jonkersbolwerk of Komandeursbolwerk (westen), het Damsterbolwerk (zuidwesten) en het Farmsumerbolwerk (zuiden). Aan zeezijde werd langs de haven een brede borstwering aangelegd met de Grote Waterpoort (die in 1833 werd vernieuwd). Het geheel werd omringd door een 40 meter brede gracht. Aan zuidzijde werd de haven gedekt door het nieuwe hoornwerk Kostverloren met een heel bastion (het Kostverlorenbolwerk in het zuiden) en een half bastion (in het zuidoosten). Tussen de bolwerken bevonden zich verschillende poorten naar buiten toe: de Landpoort tussen het Provoost- en de Jonkersbolwerk was de hoofdpoort, de Waterpoort of Havenpoort en de Kleine Waterpoort of Ruyterpoort gaven toegang tot de haven in het oosten en de Farmsumerpoort gaf vanuit de vesting Delfzijl toegang tot het hoornwerk.
In 1594 werd door een legereenheid van 1000 man onder leiding van Francisco Verdugo tevergeefs een poging gedaan de vesting Delfzijl weer in te nemen. Deze aanval was bijna gelukt doordat hij de bezetting wist weg te lokken naar het Damsterbolwerk, terwijl hij een aanval deed via het Oosterbolwerk, die door een klein groepje soldaten ternauwernood werd verijdeld met behulp van een oorlogsschip dat voor de kust gelegerd was. Vanaf de reductie dat jaar tot aan 1643 was er een Friese (Staatse) bezetting gelegerd.

### Latere geschiedenis
Plannen in de 17e eeuw om de vesting verder te versterken door ook aan zuidzijde bastions aan te leggen, de haven volledig te ontsluiten en een bedekte weg aan te leggen kwamen niet tot uitvoering. Ook niet nadat gebleken was dat Bernhard von Galen in 1665 vanuit Engeland geld aangeboden had gekregen als hij Delfzijl zou veroveren, hetgeen mislukte doordat Staatse troepen zijn aanvoerlijnen door dreigden te snijden en hij zich noodgedwongen terug moest trekken. Bij zijn tweede aanval in het Rampjaar 1672 wist Delfzijl een aanval te voorkomen door de omgeving aan zuidzijde te inunderen door de sluizen open te zetten en de dijk van het Damsterdiep door te steken. De aankomst van de naar Delfzijl uitgeweken Oost-Indische vloot onder leiding van admiraal Arnoud van Overbeek met kruit en andere munitie zorgde voor een verdere versterking van de bezetting. In 1686 spoelde een van de bolwerken weg tijdens de Maartensvloed. In 1696 werd de vesting door Menno van Coehoorn versterkt. Binnen de vesting lagen de huizen aan een paar hoofdstraten (Landstraat en Waterstraat) met enkele dwarsstraten (zoals de Marktstraat) en ten noorden daarvan het oefenterrein De Vennen voor de garnizoenssoldaten. De garnizoenskerk van Delfzijl werd in 1614 gebouwd op het eilandje Conijnenbergh binnen de vesting, maar buiten de oude vesting. In 1715 werd een nieuwe Waterpoort gebouwd ter plaatse van de oude Waterpoort.
Midden 18e eeuw werd door externe dreigingen meer aandacht aan de vesting gegeven. Vanaf 1773 werd er artillerie gestationeerd. Tijdens de Vierde Engelse Oorlog was er de vrees dat Engelse troepen een landing zouden kunnen uitvoeren bij Delfzijl. Daarom werden de kustbatterijen rondom Delfzijl bemand en werden er wachtposten uitgezet en een wachtschip gestationeerd.
In de Franse tijd werd een Frans garnizoen in Delfzijl gevestigd en werd begonnen met het versterken van de vesting. Er werden vier batterijen geplaatst om het front van Kostverloren dekking te bieden en ook Farmsum binnen de vesting te trekken. Een vijfde batterij werd geplaatst op het buitenwerk van het linkerbastion en voor het Uitwierderbolwerk werd tegen de dijk de Noordbatterij aangelegd. Verder werden op alle batterijen onder andere beddingen voor geschut en kruitmagazijnen geplaatst. In 1796 waren deze versterkingen gereed. In 1799 werd er een kazerne gebouwd en werd er een bataljon van de 'groene jagers' gelegerd onder leiding van de kapiteins baron Chassé en Cort Heyligers. De vesting moest het echter vooral hebben van inundaties. Voor de rest werd deze als zwak gezien. In 1806 werd de vesting bezocht door de Franse minister van marine Decrès en de Nederlandse admiraal De Winter om de aanleg van een grote vesting voor te bereiden. In 1811 werd Delfzijl aangewezen als nieuwe gemeente en werd de vesting aanmerkelijk versterkt met onder andere een blokhuis op de Noordbatterij, een oven voor het maken van 'gloeiende' kogels op het Schippersbolwerk, een aantal kazematten en kruitmagazijnen onderaan de wallen en versterkingen aan het hoornwerk. Voor de Landpoort werden buitenbastions aangelegd en werd aldaar een tweede gracht gegraven. Napoleon duidde in 1812 Delfzijl samen met Fort Lasalle bij Den Helder aan als 'les points de résistance'. Tot na de verbanning van Napoleon naar Elba bleef de plaats door een Franse troepeneenheid bezet onder leiding van Pierre Maufroy: In 1813 waren er 1400 Franse soldaten gelegerd. In 1814 sloegen Kozakken, Pruisen en de Nederlandse landstorm het Beleg om Delfzijl onder leiding van kolonel Marcus Busch. De belegeraars leden echter grote verliezen. Pas nadat de Franse bevelhebber in 1814 een officiële brief had gekregen dat zijn keizer zich had overgegeven, droeg hij op 23 mei de macht over. De Franse uitvallen hadden voor zware verwoestingen gezorgd bij de plaatsen in de omtrek van Delfzijl. Ook Delfzijl zelf liep zware schade op. Ook de garnizoenskerk moest worden herbouwd.
In 1819 kreeg Delfzijl van koning Willem I de status van niet-stemhebbende stad (dus met stadsrechten), hetgeen in 1825 (met Winschoten) werd geformaliseerd. Dat had nog slechts symbolische waarde, daar stadsrechten in de Franse tijd feitelijk al waren afgeschaft.
In 1833 werd de Waterpoort uit 1715 vervangen door de huidige Grote Waterpoort. Twee jaar later liep de vesting zware schade op bij de Kerstvloed. De Vesting Delfzijl behield in de eerste helft van de 19e eeuw haar status en werd naar de Kringenwet beschouwd als een werk van de eerste klasse, terwijl de batterijen rond Farmsum tot de tweede klasse behoorden. Bij de Vestingwet van 1874 werden alle vestingwerken echter toch overbodig geacht, waarop ze tussen 1877 en 1886 volledig werden geslecht. In 1878 werd daarbij ook de noordelijke vestinggracht dichtgegooid. Alleen een deel van de westelijke vestinggracht bleef bewaard.

## Ontwikkelingen buiten de vestingwallen
In de tweede helft van de 19e eeuw, toen de vesting feitelijk al was ingehaald door de tijd, wist de plaats sterk te groeien ten koste van aartsrivaal Appingedam. Een van de redenen hiervoor was het ontstaan van de handelsscheepvaart uit de turfvaart in de Veenkoloniën, die in de loop der tijd steeds meer haar vestigingsplaats in Delfzijl zocht. Verder werd de haven vooral gebruikt voor de aanvoer van graan, hout, kunstmest, steenkool en de uitvoer van industriegoederen uit het achterland. In die tijd verrezen er deels buiten de vesting langs het Damsterdiep molens, scheepstimmerwerven, kalkovens, lijnbanen en steenbakkerijen (zoals steenfabriek Fivelmonde). In de jaren 1850 gingen de ontwikkelingen snel. In 1856 werd de School voor Nijverheid en Zeevaart (de latere zeevaartschool Abel Tasman) gesticht. In 1857 werd een deel van het terrein van De Vennen verkocht om er eenvoudige woningen te kunnen bouwen. In 1858 kreeg de Rijksdienst voor het Loodswezen een vestiging in Delfzijl.
Al in 1845 verenigden vier ingenieurs zich met elkaar: twee Delfzijlster broers Balkema en twee neven uit Luik, Xavier Tarte en Castillion Du Portail, die zich ten doel stelden de spoorwegontwikkeling in Noord-Nederland te stimuleren. Tot 1900 gold Harlingen als de belangrijkste noordelijke zeehaven, een status die verwaterde door het overheidsbeleid ten gunste van de havens in de Randstad, waarbij de belangen van Harlingen en Delfzijl tegen elkaar werden uitgespeeld. Naast Delfzijl golden de havens van Harlingen en ook Vlissingen als beter bereikbaar alternatief tegenover Amsterdam en Rotterdam, waarvan de havens tot 1860 door verzanding niet waren toegerust op de ontwikkelingen van de scheepvaart. Eerst na 1860 kwam het tot een nationaal afgestemd beleid inzake spoorwegaanleg. Voor Harlingen was het toen 20 jaar te laat, voor Delfzijl werd de spoorwegaansluiting nog later gerealiseerd. Harlingen werd tussen 1863 en 1876 voorzien van een grensoverschrijdende spoorverbinding met Duitsland, Staatslijn B. Delfzijl kreeg zijn spoorlijn pas in 1884, maar het werd regionaal en ook nationaal veel meer ondersteund door de provincie Groningen en de rijksoverheid. Hierdoor 'won’ Delfzijl het van Harlingen. De eigen spoorverbinding met de stad Groningen (de spoorlijn Groningen - Delfzijl via Sauwerd), deed de handel verder groeien.
In 1875 werden de vestingwallen geslecht en kon begonnen worden met de uitbreiding. In 1876 werd het Eemskanaal van Delfzijl naar Groningen gegraven, omdat het Damsterdiep steeds minder geschikt was voor de steeds grotere schepen. Met dit kanaal werd Delfzijl afgesneden van Farmsum, maar verkreeg hierdoor wel een belangrijke strategische positie, daar de scheepvaart nu niet meer via de haven van Appingedam, maar via de haven van Delfzijl voer. Delfzijl wist zelfs gedaan te krijgen dat Appingedam geen gebruik van dit nieuwe kanaal mocht maken. Langs het nieuwe kanaal verrezen meerdere scheepswerven, machinefabrieken, kantoren van cargadoors en bedrijven die zich richtten op de scheepsuitrusting. Buiten de scheepsbouw bleef industriële ontwikkeling echter grotendeels achterwege. De korenmolen Adam bleef echter in de vesting staan. Door al deze ontwikkelingen nam de bevolking in het laatste kwart van de 19e eeuw sterk toe. In 1880 werd voor het opvangen van de bevolkingsgroei ook een nieuwe school met 10 klassen gebouwd aan de Singel 52. In 1888 verrees ernaast aan de Singel 50 een nieuwe synagoge, die in 1931 een expressionistische gevel kreeg naar ontwerp van architect Albert van Dijk.
In 1888 werden langs de kust van de Eems twee vuurtorens gebouwd, in Watum en in Delfzijl. Ze zagen er niet uit als de gangbare vuurtorens, het waren stevige gebouwen die goed in die tijd pasten. Ze waren 10,5 meter hoog en er was plaats voor 2 gezinnen van de vuurtorenwachters. De beide vuurtorens werden in de Tweede Wereldoorlog vernield. Een vervangende vuurtoren voor Delfzijl (nummer 2), met een rood-wit-groen sectorlicht op 17 meter boven de gemiddelde waterhoogte van de Eems, moest in 1981 wijken voor het uitbreiden van de haven van Delfzijl.
Na 1900 kreeg de haven een verdere impuls doordat het Rijk in 1903 een nieuwe kade liet aanleggen met stoomkranen en de provincie het haventerrein voorzag van goederenloodsen en andere havenvoorzieningen. De haven groeide geleidelijk uit tot een internationale overslaghaven voor hout, steenkool, granen en chilisalpeter en een exporthaven voor ijzeraarde en landbouwproducten uit de Groninger Veenkoloniën, zoals aardappelmeel, aardappelen en strokarton. Ook was er een grote vissershaven. Er werden door ondernemers verschillende rederijen (waaronder die van Wagenborg in 1939 van architect Jan Beckering Vinckers aan de Marktstraat 10) en scheepskantoren gevestigd.
Er kwamen twee spoorlijnen bij: in 1910 de spoorlijn Zuidbroek - Delfzijl van de NOLS, die verbinding bood met de Groninger Veenkoloniën en Drenthe, en in 1929 de Woldjerspoorweg naar Groningen via de Woldstreek. Op geen van beide lijnen was het reizigers- en goederenvervoer levensvatbaar, zodat ze in 1934 respectievelijk 1941 weer verdwenen. De lijn via Sauwerd bleef als lokaalspoorweg bestaan tot op de huidige dag.
Deze toename tot ongeveer 10.000 bewoners tegen de Eerste Wereldoorlog kon nog worden opgevangen binnen de contouren van de geslechte vestingwallen. Na het slechten van de vestingwallen verrezen er eerst woningen op De Vennen en op de plekken waar tot daarvoor de kazernes hadden gestaan. Het terrein van de vesting zou in de 20e eeuw uitgroeien tot het winkelgebied van Delfzijl. Nadat de vesting volgebouwd was, werd in 1913 een eerste uitbreidingsplan gemaakt voor het gebied 'over de gracht' (nu Oud West genoemd) door gemeentearchitect F.A. Pot. Nadat in 1919 de stoomtramlijn Winschoten - Delfzijl van OG erdoorheen werd aangelegd, maakte in 1927 de architect C.C.J. Welleman (de latere burgemeester van Delfzijl) een nieuw uitbreidingsplan. Daarbij werd in het gebied ten zuidwesten van de stadsgracht, tussen de spoorlijn Groningen-Delfzijl en het Damsterdiep, ruimte gecreëerd voor een nieuwe woonwijk met winkels. Langs de stadsgracht werd een plantsoen aangelegd. Daarlangs verrezen de villa's, terwijl daarachter eenvoudige burgerwoningen verrezen. Het duurde overigens wel even voordat de mensen 'zo ver buiten de vesting' wilden wonen. Na 1940 werd deze wijk volgens hetzelfde uitbreidingsplan verder uitgebouwd naar het zuidwesten. Een andere wijk plande Welleman ten noorden van de spoorlijn langs de Uitwierderweg, die vanaf de jaren 1930 werd gebouwd. In deze periode verrezen ook een aantal maatschappelijke gebouwen, zoals de neogotische Sint-Jozefkerk aan de Buitensingel in 1924, Het Gebouw van de Vereniging van Vrijzinnig Hervormden in de stijl van de Amsterdamse School aan de Singel in 1926, een nieuw gebouw voor de zeevaartschool aan het Abel Tasmanplein in 1930 en een nieuw gemeentehuis aan het Johan van den Kornputplein in 1936 (in de jaren 1950 uitgebreid met een toren met spits). Vermeldenswaardige woningen die in de tijd rond de eeuwwisseling werden gerealiseerd zijn onder andere te vinden aan de Oude Schans 2 (1870), Marktstraat 13 (1910), Waterstraat 15-17 (1930), de Menno van Coehoornsingel 25 (1931) en het Menno van Coehoornplein 1 (1935).

## Tweede Wereldoorlog
Tijdens de mobilisatie in de jaren 1930 werden twee lichte kazematten (type s) gebouwd aan weerszijden van de havenmond om met kabels de toegang tot de haven te kunnen beveiligen. Uiteindelijk werden alleen de haveninstallaties vernield en werden enkele Duitse schepen beschoten. Mogelijk omdat de Duitse soldaten er een sterkere bezetting vermoeden werd Delfzijl niet op 10 mei, maar pas na een verkenning op 11 mei 1940 ingenomen.
Tijdens de Tweede Wereldoorlog vormde Delfzijl tot het verraad van Van der Waals een steunpunt van de zogenoemde Zweedse Weg onder leiding van de Delfzijlster dokter Allard Oosterhuis. In 1943 werd de plaats aangewezen als centrum van de Stützpunktgruppe die Emden moest verdedigen en onderdeel moest gaan vormen van de Atlantikwall. Ten westen van de stad werd hiervoor vanaf 1943 de Batterie Nansen en ten oosten de Batterie Fiemel gebouwd. Ook werd de omgeving van de stad zwaar versterkt met bunkers, loopgraven en andere militaire middelen.
Aan het eind van de Tweede Wereldoorlog werd de haven van Delfzijl gebruikt om het zogenaamde Zweeds wittebrood te lossen. De Duitse bezetting eindigde door de vele versterkingen later dan op de meeste plaatsen in Nederland. De Duitsers hadden het gebied rond de stad geïnundeerd en gebruikten ook de luchtverdedigingswerken aan beide zijden van de Eems als artilleriestukken om de oprukkende Canadese troepen te bestoken die vanaf 21 april 1945 de stad naderden. Er werd fel slag geleverd om de Zak van Delfzijl. De stad was van strategisch belang voor de bescherming van de Eems en de Duitse stad Emden. De zogenoemde Zak van Delfzijl (Delfzijl Pocket) zorgde ervoor dat de bevrijding van Delfzijl verschillende dagen duurde. Pas nadat al het luchtafweergeschut was vernield capituleerde het Duitse garnizoen op 1 of 2 mei 1945. De binnenstad van Delfzijl werd bij de bevrijding door de krijgshandelingen grotendeels verwoest.

## Industriële ontwikkeling
Na de oorlog werd de binnenstad herbouwd. De wederopbouw leidde tot nieuwe uitbreidingen, waarbij in 1953 ook de gereformeerde kruiskerk van Delfzijl werd gerealiseerd. De echte ontwikkeling van de stad kwam echter pas na 1955 op gang.
In de jaren 1950 werd de Eemsmondregio waarin Delfzijl ligt door de Nederlandse overheid aangewezen als gebied voor economische ontwikkeling en ontsluiting van Noord-Nederland. De redenen hiervoor waren dat de Nederlandse overheid na de Tweede Wereldoorlog inzette op een grootschalige industrialisatie, waarbij de ligging aan diep vaarwater essentieel werd geacht voor het opzetten van basisindustrieën; industrieën die grondstoffen tot halffabricaten moesten gaan verwerken. Door zijn afgelegen positie zou Delfzijl hier niet voor in aanmerking gekomen zijn als niet in 1951 een grote zoutdiapier zou zijn aangetroffen in de bodem van Westerlee. Hierdoor werd Delfzijl aantrekkelijk voor de vestiging van verwerkende industrieën. De chemische industrie kon hier pekelwater vanuit zee betrekken en industriële afvalproducten konden eenvoudig op zee worden geloosd, zo dacht men. De eindproducten (soda en kunstmeststoffen) konden vanuit Delfzijl snel naar de belangrijke afzetmarkten in vooral Scandinavië worden geëxporteerd. De Koninklijke Nederlandse Zoutindustrie liet in 1957 een sodafabriek bouwen bij de haven van de stad. Deze fabriek werd meteen de grootste werkgever van de stad, met ongeveer 1400 banen. In 1958 werd door het Rijk, de provincie en de gemeente ook het Havenschap Delfzijl opgezet dat zich hard zou gaan maken voor de industrialisatie van Delfzijl door de aanleg van het grote bedrijventerrein Oosterhorn (waarvoor drie dorpen in de Oosterhoek werden platgegooid) en de acquisitie van bedrijven. In 1959 werd dit nog versterkt doordat de stad door het Rijk werd aangewezen als een ontwikkelingskern in het probleemgebied (later eufemistisch 'stimuleringsgebied' genoemd) Groningen: er was veel werkloosheid door de uitstoot van de steeds meer mechaniserende landbouw. Industrie kon helpen om deze mensen weer aan de slag te krijgen. Gehoopt werd dat de industrie bij Delfzijl een 'trekpaard'-functie kon vervullen: de kapitaalintensieve basisindustrieën moesten andere verwerkende bedrijven aantrekken en zo Delfzijl doen uitgroeien tot een wijdvertakt industrieel complex. Omdat basisindustrieën veel kapitaal vereisen stelde het Rijk hiervoor grote overheidssubsidies beschikbaar. De vondst van aardgas in 1958 zorgde voor een verdere stimulans. Hierdoor en door het feit dat het Rijk een 'aardgaspot' had ingesteld waaruit bedrijven vestigingssubsidies konden krijgen, kon de zeer veel energie vragende aluminiumsmelterij Aldel worden gerealiseerd.
De steun van het Rijk leidde tot een enorme impuls voor de plaats. In 1959 werd het Eemskanaal omgelegd naar de oostzijde van Farmsum, waar een nieuw havengebied werd gerealiseerd. In het begin van de jaren 1960 werden grootste plannen voorzien voor de stad, die moest uitgroeien tot 80.000 inwoners. In aanloop daartoe werden grote stukken grond in de buurdorpen Farmsum, Biessum en Uitwierde bij het stadsgebied van Delfzijl getrokken. Hierop moesten de grote stadsuitbreidingen verrijzen. In hoog tempo werd in de jaren 1960 ten noorden van de spoorlijn Groningen-Delfzijl, grenzend aan het water van de Eems, de nieuwe wijk Delfzijl-Noord uit de grond gestampt, aansluitend aan het wijkje bij de Uitwierderweg. Hierbij verdween de oorspronkelijke kavelstructuur aan de oostzijde van de wierde Biessum volledig. Ten zuidwesten van de bestaande bebouwing verrees in de jaren 1970 de wijk Tuikwerd. In 1968 kreeg de stad een eigen ziekenhuis: Delfzicht. Bij veel van deze plannen speelde PvdA-wethouder Jan Beijert een belangrijke rol.
In 1968 werd gestart met de aanleg van een diepzeehaven, gevolgd door de aanleg van het industrieterrein Oosterhorn en de aanleg van het Zeehavenkanaal. De spoorlijn Groningen-Delfzijl ging met goederentreinen via de stamlijn Delfzijl ook het industriegebied bedienen. Voor alle geplande ontwikkelingen moesten in de Delfzijlster Oosterhoek de dorpen Weiwerd, Heveskes en Oterdum wijken. Het middeleeuwse kerkje van Heveskes bleef eenzaam achter in een grote leegte die tot industriegebied moest worden omgevormd. Op de zeedijk waar vroeger het schilderachtige dijkdorp Oterdum lag bleef alleen het oude gereconstrueerde kerkhof achter. Door de aanleg van de Hogelandsterweg (de N997 naar onder meer de Eemshaven) moest ten noorden van Delfzijl het gehucht Ladysmith wijken. Alleen de sloop van het toen nog niet tot de gemeente Delfzijl behorende dorp Borgsweer werd voorkomen. In 1974 werden de oude Drie Delfzijlen in verband met de Deltawet samen met de 18e-eeuwse sluiswachterswoningen en spilsluizen gesloopt en vervangen door een nieuw gemaal en een verhoogde zeedijk. Omdat de zeeschepen maar bleven groeien in tonnage besloot de Rijksoverheid daarop om de Eemshaven aan te leggen voor nog grotere schepen.

## Economische neergang en bevolkingsdaling
Toen de haven van Delfzijl in 1973 klaar was, was de economie inmiddels beland in de oliecrisis, mede waardoor de industriële expansie sterk verminderde. Ook had het beleid niet geleid tot het gehoopte 'trekpaardeffect'. De subsidies hadden vooral filiaalbedrijven van grote ondernemingen getrokken en spin-offs waren uitgebleven. Een andere oorzaak van het wegblijven van bedrijven waren de sterk verscherpte milieueisen van de provincie Groningen. Grote delen van het industriegebied van zowel Delfzijl als de Eemshaven lagen daardoor nog braak. Er was rondom Delfzijl alleen een havenformatie ontstaan: bedrijven die zich er vanwege de haven hadden gevestigd. Het Rijk stopte daarop met het geven van subsidies voor de vestiging van nieuwe bedrijven. Een belangrijk deel van het beoogde industriegebied Oosterhorn in de Oosterhoek bleef dus braak liggen. Dat geldt in het bijzonder voor de plekken waar de gesloopte dorpen hebben gestaan. De stad bleef echter ook daarna nog een tijdlang woningen bouwen om de groeiende bevolking te kunnen huisvesten. De prognoses werden echter bij lange na niet gehaald en na 1981 volgde zelfs een grote krimp van de bevolking, die voor de stad steeds meer een centraal thema werd. Zowel Delfzijl-Noord en Delfzijl-West als Tuikwerd kampten met grote leegstand. Bewoners trokken weg bij gebrek aan werk in de regio en omdat veel huur- en koopwoningen niet meer aan de eisen van tijd voldeden. Hoogopgeleiden bleken er niet meer te willen wonen. Ontgroening en vergrijzing namen toe en de werkloosheid steeg tot alarmerende hoogten. De bestuurders van de stad bleven echter tot halverwege de jaren negentig inzetten op groei.

## Sloop en stadsvernieuwing
In 1996 besloot de stad 1000 woningen te slopen, waarvan 650 door de lokale Woningstichting Delfzijl (in 2002 opgegaan in Acantus). In 2000 stelde de door de stad ingestelde commissie onder leiding van de Noord-Hollandse gedeputeerde Frans Tielrooij echter vast dat dit volstrekt ontoereikend was gebleken: ondanks de grote sloop nam de leegstand nog steeds toe. Veel werk op de industriegebieden bij de stad was bovendien niet meer laag- maar hooggeschoold en deze werknemers woonden elders in koophuizen in plaats in van de verouderde huurwoningen in de stad. Het imago van de steeds verder verpauperende stad was zeer slecht. Delfzijl stond daarmee voor een van de grootste sloopopgaven van Nederland. Op advies van de commissie-Tielrooij werd besloten sloop te combineren met stadsvernieuwing door nieuwbouw van ruimer opgezette groene en meer gedifferentieerde woonbuurten. Rond 2010 was de leegstand met de sloop van 1200 woningen en de bouw van 450 nieuwe woningen grotendeels opgelost. Volgens de prognoses van het CBS uit 2012 zal de bevolking in de gemeente tot 2040 dalen van 26.000 naar 18.000 inwoners. Het herstructureringsplan kostte de stad, de provincie en het Rijk honderden miljoenen euro's. De daling van het aantal inwoners had ook als gevolg dat voorzieningen als het ziekenhuis en het theater onder druk kwamen te staan, doordat de bevolking van de gemeente onder de cruciaal geachte grens van 25.000 inwoners zakte. In 2018 werd het ziekenhuis gesloten en vervangen door een polikliniek.
In het kader van de herstructurering van Delfzijl werd vanaf 2015 ook de oude binnenstad aangepakt. Om de grote leegstand in het winkelgebied te verminderen en de binnenstad een fraaiere uitstraling te geven werd besloten een open verbinding met de haven en een nieuw kweldergebied met een natuur- en recreatiegebied langs de kust te creëren (Project Marconi). De oude vestingstructuur moest zichtbaarder worden door een deel van de gracht weer open te graven, veel groen aan te leggen en het winkelgebied te verkleinen. Hierdoor moet ook het stationsgebied een fraaiere uitstraling krijgen. Voor de plannen werd in 2018 de tien verdiepingen tellende Vennenflat uit 1969 tussen het centrum en de haven gesloopt.